# Willy Maß
Wilhelm „Willy“ Maß, auch Mass und Mahs (* 2. April 1880 in Berlin; † 4. Juni 1947), war ein deutscher Architekt. Er wirkte insbesondere in Bad Godesberg, einem heutigen Stadtbezirk von Bonn.

## Leben und Wirken
Maß war katholischer Konfession; über seine Herkunft und Ausbildung ist wenig bekannt.:89 Er war zeitweise in Remagen ansässig, von wo aus er 1909 nach Bad Godesberg zog, um sich dort mit seinem „Unternehmen für Hoch- und Tiefbauten“ niederzulassen:200. 1909/10 übernahm er das Unternehmen des Rüngsdorfer Baumeisters Georg Westen (1851–1921), das bereits wenig später (Stand 1913/14) aus einem Atelier für Architektur, einem Bauunternehmen und einer Baumaterialhandlung bestand, mehrere Architekten beschäftigte und im Ortsteil Rüngsdorf (Rüngsdorfer Straße 53/55) ansässig war. Im Hinterhof des Bürogebäudes ließ sich Maß 1911 nach eigenem Entwurf die Villa Kronprinzenstraße 2 erbauen, in der er mit seiner Familie wohnte.:90 1913 wurde er Mitglied des Deutschen Werkbundes – als zweiter Künstler aus Godesberg nach dem Maler und Grafiker Louis Ziercke:79. Es gelang ihm, sich außer bei privaten Villenbauten auch bei Aufträgen von ortsansässigen Industrieunternehmen durchzusetzen, für die er teilweise – so bei den Ringsdorff-Werken in Mehlem, der Süßwarenfabrik Kleutgen & Meier und der Schiller'schen Patentverschluss AG – als „Hausarchitekt“ wirkte. Ein später als Architekt in Godesberg selbständiger, langjähriger Mitarbeiter von Maß' Architekturbüro war Christoph Brüggemann.:90
Ab 1916 in Siegburg wohnhaft, zog Maß im September 1918 wieder nach Godesberg zurück. Dort wohnte er mit seiner Familie im Folgenden in verschiedenen Häusern, darunter Dürenstraße 33 und Rheinallee 34. 1926 gründete Maß anlässlich des Baus einer Siedlung im Ortsteil Plittersdorf die Maß'sche Grundstücks-GmbH.:91 1928 gewann er einen Wettbewerb für Bauten (Leichenhalle/Kapelle, Pförtnerhaus) auf dem neuen Zentralfriedhof der Stadt, die zu seinen wichtigsten Arbeiten gezählt werden können.:103  Ende der 1920er-Jahre vertiefte Maß sein politisches Engagement in Bad Godesberg und spielte seither im öffentlichen Leben der Stadt eine größere Rolle.:92 Ab 1933 war einziger angestellter Architekt im Maß'schen Architekturbüro Robert Wahle.:100 Ihren größten Neubau konnten Maß und Wahle 1937 mit der – freihändig vergebenen – Hauptstelle der Stadtsparkasse Bad Godesberg umsetzen, die das einzige größere öffentliche Bauvorhaben der Stadt in der Zeit des Nationalsozialismus blieb. Spätestens mit einem durch den Zweiten Weltkrieg bedingten Baustillstand ab Juli 1943 wurde Maß' Architekturbüro stillgelegt und konnte auch nach Kriegsende seine Tätigkeit nicht wiederaufnehmen, da Maß schwer erkrankte und 1947 starb.:93
In Bad Godesberg gehen auf Willy Maß' Architekturbüro mindestens 80 Villen, größere Wohnhäuser, Bauten von Industrie und öffentlicher Hand zurück, von denen (Stand 2006) 23 unter Denkmalschutz stehen.:93 Seine Formensprache variiert zwischen Neoklassizismus, Expressionismus und in einer späteren Phase auch einem lokal geprägten Bauhausstil.

### Öffentliches Engagement und Mitgliedschaften
Maß gehörte zur Zeit des Deutschen Kaiserreichs als „meistbegüterter Grundeigentümer“ dem Bürgermeistereirat Godesberg an.:90 Seit 1914 war er Vorsitzender des Vorstandes der Allgemeinen Ortskrankenkasse (AOK) Bad Godesberg und seit 1928 Vorsitzender des „Verkehrs-Vereins Bad Godesberg am Rhein e. V.“. Darüber hinaus gehörte er dem Vorstand der „Gesellschaft für Festspiele Bad Godesberg e. V.“:102, dem Aufsichtsrat der „Vereinshaus Zur Lindenwirtin (Aennchen) GmbH“ und ab 1928 dem Aufsichtsrat der „Gemeinnützigen Bauverein GmbH“:92 an. 1929 kandidierte Maß für die Reichspartei des deutschen Mittelstandes (Wirtschaftspartei) für den Gemeinderat in Bad Godesberg und den Kreisausschuss des Landkreises Bonn, in letzteren er in der Folge einzog. Er war auch Vorsitzender der Ortsgruppe Godesberg der Wirtschaftspartei. 1933 blieb eine Kandidatur Maß' für den Gemeinderat auf der Liste der „Überparteilichen Kommunalen Vereinigung“ erfolglos.:92 Zum 1. Mai 1933 trat er in die NSDAP ein (Mitgliedsnummer 2.104.368).:99

### Familie
Ab etwa 1906/07 war Maß mit Maria Linder verwitwete Heider (1880–1935):91 verheiratet.:89 Aus der Ehe gingen drei Kinder hervor:90, von denen der jüngere Sohn Erwin vor dem Zweiten Weltkrieg in dem Unternehmen des Vaters mitarbeitete. Seit 1946 betrieb er mit einem Partner ein eigenes Architekturbüro, das in dem bisherigen Gebäude des inzwischen stillgelegten Unternehmens von Willy Maß (Rüngsdorfer Straße 53/55) beheimatet war. Erwin Maß wurde Leiter der Baudirektion im Büro Bundeshauptstadt der Landesregierung Nordrhein-Westfalen und war in den 1950er- bis Anfang der 1960er-Jahre an der Planung von insgesamt 20 Siedlungen in Bonn beteiligt, darunter der sog. „Tessenow-Siedlung“ und der Siedlung Mittelstraße/Donatusstraße im Ortsteil Plittersdorf.:93

## Werk (Auswahl)
| Bauzeit      | Ortsteil                | Adresse                                                          | Bild           | Objekt                                                                | Maßnahme                                             | Anmerkungen                                                         |
| ------------ | ----------------------- | ---------------------------------------------------------------- | -------------- | --------------------------------------------------------------------- | ---------------------------------------------------- | ------------------------------------------------------------------- |
| 1909         | Plittersdorf            | Dollendorfer Straße 10 Lage                                      | weitere Bilder | Villa von Meier:231                                                   | Neubau                                               | 1950–1999 Dienstvilla des Bundestagspräsidenten; Denkmalschutz      |
| 1909         | Alt-Godesberg           | Friedrich-Ebert-Straße 27 Lage                                   | weitere Bilder | Wohnhaus:116                                                          | Neubau                                               | Denkmalschutz                                                       |
| 1909–1910    | Mehlem                  | Rüdigerstraße 34 Lage                                            | weitere Bilder | Villa Langen:200                                                      | Neubau                                               | Denkmalschutz                                                       |
| 1909–1910    | Godesberg-Villenviertel | Rheinallee 34 Lage                                               |                | Landhaus                                                              | Neubau (Bauherr: Willy Maß):117                      | 1954–1999 Sitz verschiedener Botschaften; Denkmalschutz             |
| 1910         | Godesberg-Villenviertel | Rheinallee 26 Lage                                               |                | Bürohaus des Keplerbunds:117                                          | Umbau der Fassade (Bauherr: Keplerbund)              | heute „Paul-Klee-Schule“; Denkmalschutz                             |
| 1910         | Godesberg-Villenviertel | Dürenstraße 33 Lage                                              | weitere Bilder | Wohngebäude (als Pflegeheim erbaut)                                   | Erweiterung                                          |                                                                     |
| 1910         | Alt-Godesberg           | Friedrich-Ebert-Straße 25 Lage                                   | weitere Bilder | Wohnhaus:116                                                          | Neubau                                               | Denkmalschutz                                                       |
| 1910         | Godesberg-Villenviertel | Kronprinzenstraße 46 Lage                                        |                | Wohnhaus:116                                                          | Neubau                                               | Denkmalschutz                                                       |
| 1910         | Rüngsdorf               | Rolandstraße 57 Lage                                             |                | Wohnhaus:118                                                          | Neubau                                               | Denkmalschutz                                                       |
| 1911         | Südstadt                | Kaiserstraße 1a Lage                                             |                | Wohn- und Geschäftshaus:119                                           | Neubau                                               | Denkmalschutz                                                       |
| 1911         | Rüngsdorf               | Kronprinzenstraße 2 Lage                                         | weitere Bilder | Villa Maß                                                             | Neubau (Bauherr: Willy Maß)                          | 1954–1999 Botschaft von Syrien/Ägypten; Denkmalschutz               |
| 1911         | Gronau                  | Willy-Brandt-Allee 18 Lage                                       |                | Wohnhaus:119                                                          | Neubau                                               | um 1960–1999 Botschaft von Indien; Denkmalschutz                    |
| 1911         | Plittersdorf            | Rheinallee 65 Lage                                               |                | Wohnhaus                                                              | Neubau                                               | Denkmalschutz                                                       |
| 1911         | Godesberg-Nord          | Friesdorfer Straße 131 Lage                                      |                | Fabrikgebäude Schiller'sche Patentverschluß AG (Schillerwerk)         | Neubau                                               | später Kleutgen & Meier, dann Haribo; denkmalwert, 2012 abgebrochen |
| 1912         | Godesberg-Villenviertel | Rheinallee 2 Lage                                                |                | Wohn- und Geschäftshaus für Apotheker:117                             | Neubau                                               | Denkmalschutz                                                       |
| 1912–1913    | Mehlem                  | Schlossallee 17                                                  |                | Villa de Fries:239–241                                                | Neubau:239                                           | 1974 abgebrochen:241                                                |
| 1913         | Godesberg-Villenviertel | Rheinallee 2a Lage                                               |                | Wohnhaus:117                                                          | Neubau                                               | Denkmalschutz                                                       |
| 1913         | Godesberg-Villenviertel | Rheinallee 28 Lage                                               |                | Wohnhaus                                                              | Neubau (Bauherr: Hausbaugesellschaft):117            | Denkmalschutz                                                       |
| 1913         | Rüngsdorf               | Rüngsdorfer Straße 53/55 Lage                                    |                | Bürogebäude/Atelierhaus Willy Maß                                     | Umbau:91/118                                         |                                                                     |
| 1914         | Rüngsdorf               | Rheinstraße 80 Lage                                              |                | Bootshaus Wassersportverein Godesberg:117                             | Neubau                                               |                                                                     |
| 1914         | Godesberg-Villenviertel | Rheinallee 47 Lage                                               |                | Wohnhaus                                                              | Neubau (Bauherr: Willy Maß):117                      | Denkmalschutz; heute Restaurant Halbedel's Gasthaus                 |
| 1916         | Alt-Godesberg           | Koblenzer Straße 77 Lage                                         |                | Wohnhaus:116                                                          | Umbau                                                | Denkmalschutz                                                       |
| 1919         | Plittersdorf            | Dollendorfer Straße 15 Lage                                      | weitere Bilder | Villa Cleff                                                           | Um- und Anbau (Bauherr: F. Berg, Hüttendirektor):18  | 1951–1999 Botschaft von Portugal; Denkmalschutz                     |
| 1919         | Rüngsdorf               | Luisenstraße 40 (heute Basteistraße)                             |                | Villa Kreuser:15                                                      | Umbau des Stall- und Remisengebäudes                 | 1973 abgebrochen                                                    |
| 1919         | Rüngsdorf               | Luisenstraße 40 (heute Basteistraße)                             |                | Villa Kreuser:15                                                      | Umbau des Stall- und Remisengebäudes                 | 1973 abgebrochen                                                    |
| 1920–1921    | Godesberg-Villenviertel | Otto-Kühne-Platz Lage                                            |                | Pädagogium Godesberg:117                                              | Wiederherstellung nach Brand                         | Denkmalschutz; heute Otto-Kühne-Schule                              |
| 1921         | Alt-Godesberg           | Friedrich-Ebert-Straße 11 Lage                                   |                | Wohnhaus für Bochumer Verein:115                                      | Neubau                                               | Denkmalschutz                                                       |
| 1921         | Godesberg-Nord          | Friesdorfer Straße 131 Lage                                      |                | Fabrikgebäude Kleutgen & Meier:98                                     | Erweiterung                                          | später Haribo; denkmalwert, 2012 abgebrochen                        |
| 1921         | Alt-Godesberg           | Koblenzer Straße 81 Lage                                         |                | Villa:116                                                             | Umbau                                                | Denkmalschutz                                                       |
| 1922         | Stadt Remagen           | Deichweg 6 Lage                                                  |                | Villa Caracciola:119                                                  | Umbau                                                |                                                                     |
| 1922         | Rüngsdorf               | Otto-Kühne-Platz 1 ehemals Römerstraße 39                        |                | Wohnhaus                                                              | Neubau (Bauherr: Willy Maß):117                      | 1930/32 abgebrochen                                                 |
| 1922–1923    | Alt-Godesberg           | Koblenzer Straße 78 ehemals Gartenstraße 4 Lage                  |                | Wohnhaus                                                              | Neubau (Bauherr: Bankhaus Gebr. David):98/99         | seit 1970 „Kleines Theater“; Denkmalschutz                          |
| 1924         | Mehlem                  | Mainzer Straße 533 Lage                                          | weitere Bilder | Villa Camphausen:15                                                   | Erweiterung:83                                       | bis 1999 Residenz der Botschaft von Südkorea; Denkmalschutz         |
| 1926         | Alt-Godesberg           | Redoutenpark                                                     |                | Festspielbühne der Gesellschaft für Festspiele e. V.:102              | Neubau (mit Willy Gilges)                            |                                                                     |
| 1927–1930    | Plittersdorf            | Annetten-, Sibyllen-, Stein-, Weber-, Auerhof-, Hardtstraße Lage |                | Siedlung der Maß'schen Grundstücksgesellschaft (über 40 Häuser)       | Neubau                                               |                                                                     |
| 1929         | Rüngsdorf               | Rheinstraße 45–49 Lage                                           | weitere Bilder | Rheinhotel Dreesen:91                                                 | Umbau                                                |                                                                     |
| 1929         | Plittersdorf            | Steinstraße 47 Lage                                              | weitere Bilder | Wohnhaus:118                                                          | Neubau                                               | Denkmalschutz                                                       |
| 1929         | Mehlem                  | Mainzer Straße 251 Lage                                          |                | Wohnhaus für Fabrikant W. Gummersbach:106                             | Neubau                                               |                                                                     |
| 1929         | Stadt Remagen           | Wässigertal 16 Lage                                              |                | Haus auf Leims (Villa Kollbach)                                       | Neubau                                               | 1954–1956 Handelsvertretung von Südkorea                            |
| 1929–1930    | Godesberg-Villenviertel | Roonstraße 8 Lage                                                |                | Allgemeine Ortskrankenkasse Bad Godesberg:118                         | Erweiterung, Fassadenumbau                           |                                                                     |
| 1930er-Jahre | Rüngsdorf               | Rolandstraße 2 Lage                                              |                | Katholische Pfarrgemeinde, Kindergarten und Wohnhaus:118              | Neubau                                               | abgebrochen                                                         |
| 1930         | Plittersdorf            | Gotenstraße Lage                                                 | weitere Bilder | Zentralfriedhof Bad Godesberg: Pförtnerhaus, Leichenhalle/Kapelle:116 | Neubau                                               | Denkmalschutz                                                       |
| 1933         | Mehlem                  | Rüdigerstraße 33 Lage                                            |                | Villa:118                                                             | Neubau                                               | Denkmalschutz                                                       |
| 1934         | Rüngsdorf               | Rheinstraße 45–49 Lage                                           |                | Rheinhotel Dreesen, Kastaniengarten:91                                | Überdachung (Entwurf: Robert Wahle; Ausführung: Maß) |                                                                     |
| 1934         | Alt-Godesberg           | Truchseßstraße 16–22 Lage                                        |                | Miethäuser für Dr. Franz-Simonson'sche Stiftung:108                   | Neubau                                               |                                                                     |
| 1936         | Godesberg-Villenviertel | Rheinallee 1 Lage                                                |                | Stadtsparkasse Bad Godesberg:117                                      | Neubau (mit Robert Wahle)                            |                                                                     |
| 1936         | Gronau                  | Fritz-Schäffer-Straße 22 Lage                                    |                | Wohnhaus                                                              | Neubau                                               | 1992–1999 Botschaft von Estland; zwischen 2010 und 2013 abgebrochen |
| 1937         | Alt-Godesberg           | Koblenzer Straße 58 Lage                                         |                | Alte Apotheke                                                         | Umbau:93                                             | Denkmalschutz                                                       |
| 1937         | Mehlem                  | Rodderbergstraße 69 ehemals Tannenbergstraße 69                  |                | Wohnhaus:117                                                          | Neubau                                               |                                                                     |
| 1938         | Alt-Godesberg           | Moltkestraße 54                                                  |                | Ehem. Gesellschaftshaus „Erholung“:117                                | Umbau (Bauherr: Reichsluftschutzbund)                |                                                                     |